# Hanna Adenauer

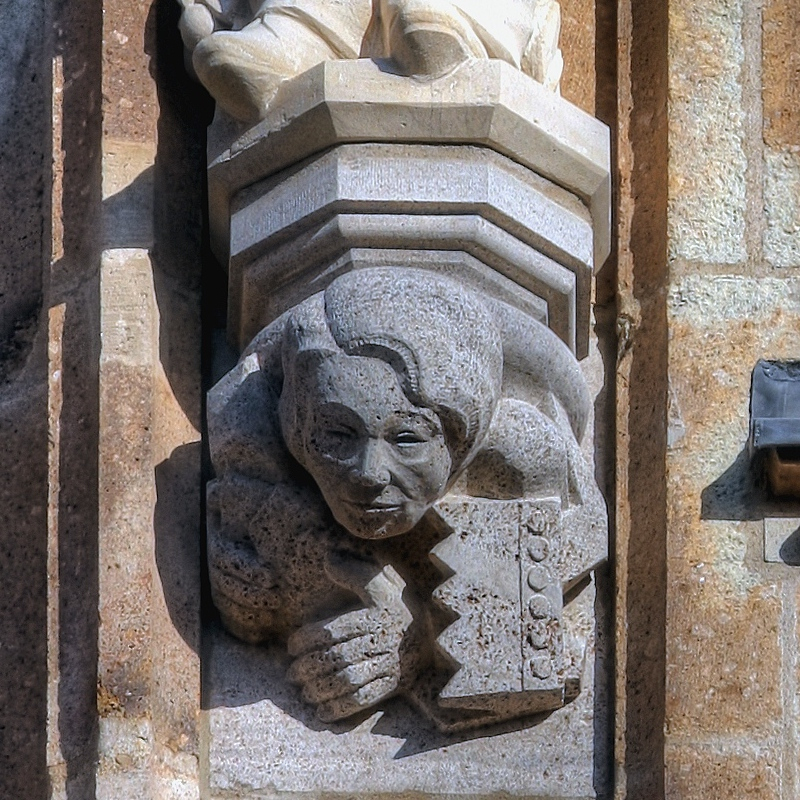
Hanna Adenauer als Konsolenfigur für die Skulptur von Josef Stübben am Kölner Ratsturm (Foto: 2009)

Hanna Adenauer (* 26. November 1904 in Köln; † 14. Juli 1978 in Köln) war eine deutsche Kunsthistorikerin. Von 1948 bis 1969 war sie Stadtkonservatorin von Köln.

## Werdegang
Hanna Adenauer wurde 1904 in Köln als Tochter des Juristen August Adenauer, eines Bruders Konrad Adenauers, geboren. Sie studierte 1926 bis 1932 Kunstgeschichte an den Universitäten Köln, Berlin, Wien und Paris. 1932 promovierte sie bei Paul Clemen in Bonn mit der Arbeit Die Kathedrale von Laon: Studien zu ihrer Geschichte und ihrer stilistischen Fundierung im Rahmen der französischen Architektur. Im Anschluss war sie bis 1938 beim Provinzialkonservator der Rheinprovinz angestellt und inventarisierte die Denkmäler der Rheinprovinz. Zum Ende der 1930er Jahre folgte eine Anstellung beim Bezirkskonservator in Kassel, 1943 arbeitete sie weiter im Bereich Denkmalinventarisation in Kurhessen, Oldenburg, Halle und Hamburg, wo sie die Bestände des dortigen Glockensammellagers, welche im Zweiten Weltkrieg abgeliefert werden mussten, aufnahm. Für das Handbuch der Deutschen Kunstdenkmäler in der Edition von Ernst Gall bearbeitete sie den Kreis Mayen.
Seit Ende 1943 war Hanna Adenauer als Mitarbeiterin des städtischen Denkmalkonservators Hans Vogts in Köln mit Schadensregistrierung sowie Kunstschutz – der Bergung und dem Abtransport von Kulturgütern zum Schutz vor Kriegsschäden – betraut. Dabei organisierte und begleitete sie die denkmalpflegerischen Transporte persönlich, darunter Stücke wie den von Stefan Lochner geschaffenen Altar der Stadtpatrone aus dem Kölner Dom und zahlreiche weitere Kunstschätze. 1944 wurde sie zum Kustos befördert.
Seit 1948 war Hanna Adenauer – zunächst fünf Jahre kommissarisch – verantwortlich für die Sicherung der städtischen Baudenkmäler, etwa das stark beschädigte Rathaus Köln und den fast vollständig zerstörten Spanischen Bau, Haus Balchem, das Overstolzenhaus und etliche weitere. Im April 1953 wurde sie als Denkmalkonservatorin im Amt bestätigt. Ihre Amtszeit war geprägt vom Wiederaufbau der zerstörten Stadt Köln, so dass sie sich stets im Spannungsfeld zwischen dem Erhalt vorhandener Bausubstanz und dem Wunsch nach Modernisierung, Ausbau und Veränderung bewegte. Dabei stand sie nicht selten „im Kreuzfeuer der Kritik“ bei Bauherren und Architekten, aber auch im Widerspruch zur Stadtverwaltung selbst.

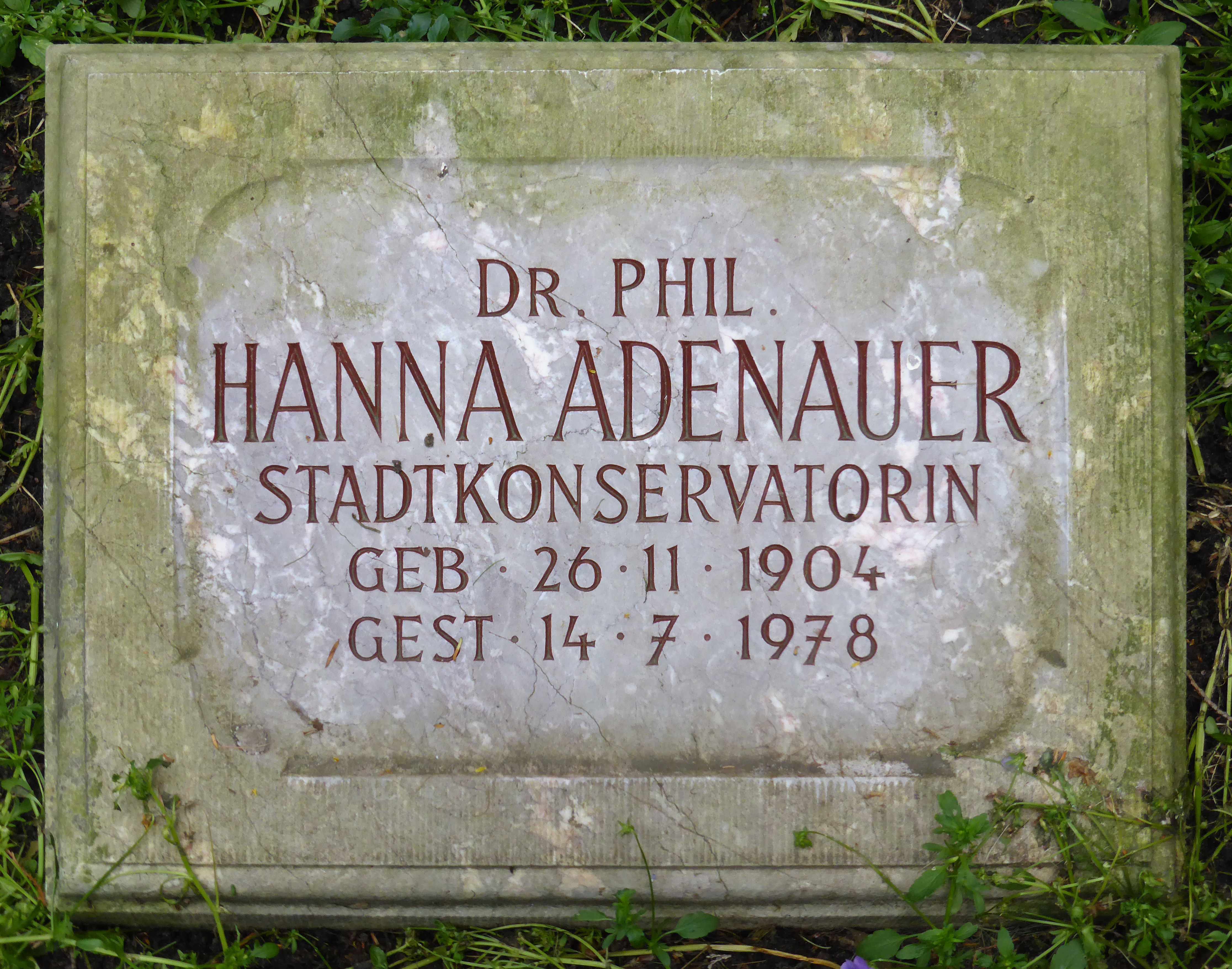
Grabstein von Hanna Adenauer auf dem Familiengrab der Familie August Adenauer, Melaten-Friedhof, Köln. (Foto: 2017)

In der Rückschau auf ihre Amtszeit bescheinigten ihr Kollegen „Nachdruck und Zähigkeit“ als „Advokatin der stadtkölnischen Denkmäler“. Einer ihrer Nachfolger im Amt, Ulrich Krings, bewertete 1997 ihre Rolle wie folgt:

„… alle diese in unserem »Lesebuch« vorgestellten Bauwerke wären ohne die tatkräftige Fürsorge Hanna Adenauers nicht gerettet worden. Besonders auch der Wiederaufbau des Rhein- bzw. Martinsviertels einschließlich der Häuserzeilen am Alter Markt sowie am Heumarkt mit den in den 30er Jahren gefundenen konservativ-historisierenden Bauformen ist ihrem energischen Kampf um jedes Detail, besonders um die Schieferdächer, zu danken“

Nach ihrer Pensionierung Ende 1969 betreute Hanna Adenauer bis 1975 noch die Wiederherstellung des Ratsturms, bei dem sie mit ihren Vorgaben maßgeblich zum heutigen Erscheinungsbild beigetragen hat. Der Bildhauer Gerd Haas gestaltete 1969 ihr zu Ehren eine Konsole der Ratsturmfiguren mit ihrer Büste. Diese stellt die Konservatorin dar, wie sie ihre Hände schützend um die Giebel alter Häuser hält, um sie vor dem Abbruchbagger zu bewahren.
1978 starb sie im Alter von 73 Jahren; ihr Grab befindet sich auf dem Melaten-Friedhof (Flur 20 in E).

## Veröffentlichungen
- Die Pflege der profanen Baudenkmäler in Köln. 1955/1956.
- Rheinischer Verein für Denkmalpflege und Heimatschutz (Hrsg.): Rheinische Kunststätten. Reihe 3, Das Maifeld. Nr. 1, Mayen, Burg- und Stadtbefestigung. 1937.
- Rheinischer Verein für Denkmalpflege und Heimatschutz (Hrsg.): Rheinische Kunststätten. Reihe 3, Das Maifeld. Nr. 2, Mayen, Kirchen und Profanbauten. 1937.
- Das Schicksal des Kölner Rathauses vor, während und nach dem Zweiten Weltkrieg. In: Peter Fuchs (Hrsg.): Das Rathaus zu Köln. Geschichte, Gebäude, Gestalten. Erweiterte Neuausgabe. Greven, Köln 1994, ISBN 3-7743-0283-9, S. 125–147.